# 3 000 mètres steeple masculin aux championnats du monde d'athlétisme 1993
Navigation
Tokyo 1991 Göteborg 1995
L'épreuve du 3 000 mètres steeple masculin des championnats du monde d'athlétisme 1993 s'est déroulée les 19 et 21 août 1993 au  Gottlieb Daimler Stadion de Stuttgart, en Allemagne. Elle est remportée par le Kényan Moses Kiptanui.

## Résultats

### Finale
| Rang               | Athlète                 | Pays        | Temps         | Notes |
| ------------------ | ----------------------- | ----------- | ------------- | ----- |
| Médaille d'or      | Moses Kiptanui          | Kenya       | 8 min 06 s 36 | CR    |
| Médaille d'argent  | Patrick Sang            | Kenya       | 8 min 07 s 53 |       |
| Médaille de bronze | Alessandro Lambruschini | Italie      | 8 min 08 s 78 |       |
| 4                  | Matthew Birir           | Kenya       | 8 min 09 s 42 |       |
| 5                  | Mark Croghan            | États-Unis  | 8 min 09 s 76 |       |
| 6                  | Steffen Brand           | Allemagne   | 8 min 15 s 33 |       |
| 7                  | Elarbi Khattabi         | Maroc       | 8 min 17 s 96 |       |
| 8                  | Angelo Carosi           | Italie      | 8 min 23 s 42 |       |
| 9                  | Shaun Creighton         | Australie   | 8 min 23 s 45 |       |
| 10                 | Michael Buchleitner     | Autriche    | 8 min 25 s 88 |       |
| 11                 | Marc Davis              | États-Unis  | 8 min 28 s 74 |       |
| 12                 | Ricardo Vera            | Uruguay     | 8 min 29 s 00 |       |
| 13                 | Abdelaziz Sahere        | Maroc       | 8 min 29 s 65 |       |
| 14                 | Martin Strege           | Allemagne   | 8 min 34 s 31 |       |
| 15                 | Tom Hanlon              | Royaume-Uni | 8 min 45 s 62 |       |
| —                  | Azzedine Brahmi         | Algérie     | DNF           |       |

## Légende
Records et Performances
- AR : Record continental (area record)
- CR : Record des championnats (championship record)
- MR : Record du meeting (meet record)
- NR : Record national (national record)
- OR : Record olympique (olympic record)
- PR : Record paralympique (paralympic record)
- PB : Record personnel (personal best)
- SB : Meilleure performance personnelle de la saison (season's best)
- WL : Meilleure performance mondiale de l'année (world leader)
- WJR : Record du monde junior (world junior record)
- WR : Record du monde (world record)

Circonstances et Conditions
- DNF : N'a pas terminé (did not finish)
- DNS : N'a pas pris le départ (did not start)
- DQ : Disqualification (disqualification)
- NM : Aucun essai valable enregistré (No Mark)
- Q : Qualifié « directement » au prochain tour (ou à la prochaine compétition), lors d'une compétition majeure, grâce au classement ou à la réalisation des minima (automatic qualifier)
- q : Qualifié au prochain tour (ou à la prochaine compétition), lors d'une compétition majeure, grâce au repêchage ou à la réalisation de l'une des meilleures performances parmi celles des « non qualifiés directement » (grâce au meilleur temps ou à la meilleure distance par exemple) (secondary qualifier)